# Бозаро
Бозаро (итал. Bosaro) је насеље у Италији у округу Ровиго, региону Венето.
Према процени из 2011. у насељу је живело 1067 становника. Насеље се налази на надморској висини од 2 м.

## Становништво
| 1931. | 1936. | 1951. | 1961. | 1971. | 1981. | 1991. | 2001. | 2011. |
| ----- | ----- | ----- | ----- | ----- | ----- | ----- | ----- | ----- |
| 2.086 | 2.252 | 2.255 | 1.743 | 1.471 | 1.333 | 1.216 | 1.316 | 1.508 |